# صدایی از سنگ‌ها
صدایی از سنگ‌ها (انگلیسی: Voice from the Stone) یک فیلم در ژانر معمایی است که در سال ۲۰۱۷ منتشر شد. از بازیگران آن می‌توان به امیلیا کلارک اشاره کرد.